# Tokmak (huyện)
Huyện Tokmak (tiếng Ukraina: Токмацький район, chuyển tự: Tokmaks'kyi raion) là một huyện của tỉnh Zaporizhia thuộc Ukraina. Huyện Tokmak có diện tích 1442 km², dân số theo điều tra dân số ngày 5 tháng 12 năm 2001 là 27847 người với mật độ 19 người/km2. Trung tâm huyện nằm ở Tokmak.